# Gnesau
Gnesau é um município da Áustria localizado no distrito de Feldkirchen, no estado de Caríntia.